# Rutafélék
A rutafélék (Rutaceae) az APG III osztályozása szerint a valódi kétszikűek rosids kládjának eurosid II csoportjában a szappanfavirágúak (Sapindales) rendjének egyik családja mintegy 150 nemzetséggel és 1600 fajjal.

## Rendszerezésük
Szinte minden szerző szoros rokonsági kapcsolatot tételezett fel a szappanfafélék (Sapindaceae) és a rutafélék (Rutaceae) között, a legtöbbször azonos főrendbe sorolva azokat — bár többen, (például Borhidi, Dahlgren és Tahtadzsján) a rutaféléket és néhány más olyan családot, amelyeket az APG a Sapindales rendbe sorolt, külön rendként (Rutales) tárgyaltak, főképp illatanyagokat tartalmazó leveleik alapján különböztetve meg azokat.

## Származásuk, elterjedésük
Főleg a trópusokon és a szubtrópusi éghajlaton terjedtek el, de egyes nemzetségeik a mérsékelt övbe is áthúzódtak. A család egyetlen, Magyarországon is honos faja a nagyezerjófű (Dictamnus albus).

## Megjelenésük, felépítésük
Alakjuk rendkívül változatos; többségük cserje vagy kis fa; néhány faj lágy szárú. Száruk néha ágtövises, gyéren tüskés.
Szórtan vagy átellenesen álló leveleik bőrneműek, fényes zöldek, tojásdadok, hegyesek. A levelek széle ép. A citrusformák levélnyele szárnyas.
Fokozatosan egyszerűsödő, fehér, gyakran illatos, kemény szirmú virágaik többnyire ötkörösek, öttagúak, aktinomorfak. Csészéjük rendszerint összeforrt, pártájuk viszont mindig szabad. A porzójuk általában kétszer annyi van, mint ahány sziromlevelük. Virágaikban a porzó- és a termőtáj között jól fejlett mézfejtő gyűrűk (diszkusz) fejlődtek ki. Jellemző sajátosságaik a váladéktartó sejtek és sejt közötti járatok, amelyekben illóolajat, gyantát és balzsamot raktároznak.
Termésük tok vagy bogyó; jellemző a hártyás válaszfalakkal osztott, többrekeszes, lédús bogyó, az úgynevezett narancstermés. A virág és a terméshéj illóolajokat tartalmaz monoterpén főkomponensekkel. Fő alkaloidjuk a rutin.

## Felhasználásuk
Sok gyógy- és fűszernövény, gyümölcs tartozik ide, például a citrusok, a curry, az ezerjófű.

## A család nemzetségei

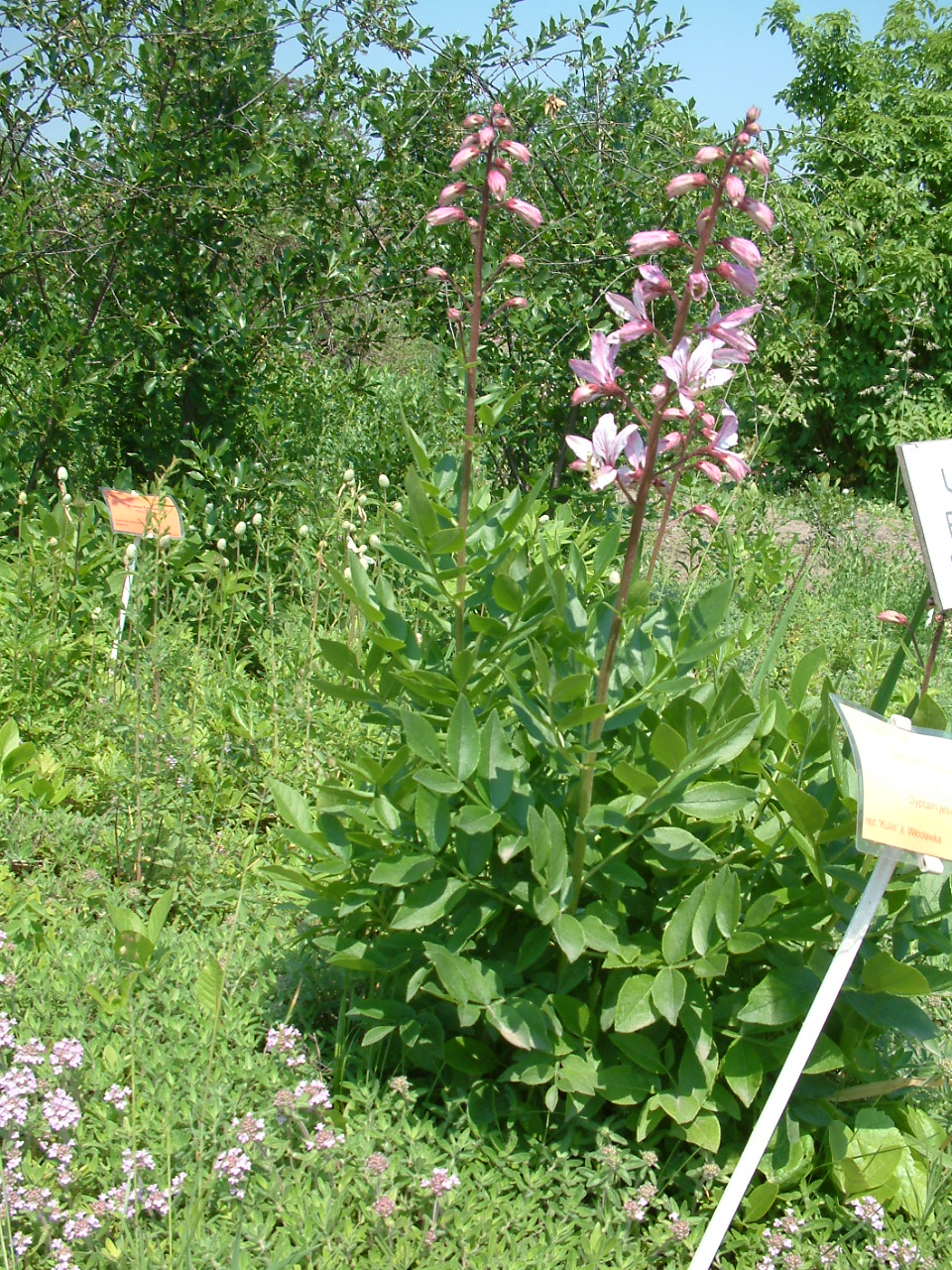
Virágzó nagyezerjófű (Dictamnus albus)

- Acmadenia
- Acradenia
- Acronychia
- Adenandra
- Adiscanthus
- Aegle
- Aeglopsis
- Afraegle
- Agathosma
- Almeidea
- Amyris
- Angostura
- Apocaulon
- Araliopsis
- Asterolasia
- Atalantia
- Balfourodendron
- Balsomocitrus
- Bergera
- Boenninghausenia
- Boninia
- Boronia
- Bosistoa
- Bouchardatia
- Bouzetia
- Brombya
- Burkillanthus
- Calodendrum
- Casimiroa
- Choisya
- Chorilaena
- Citropsis
- Citrus
- Clausena
- Clymenia
- Cneoridium
- Coleonema
- Comptonella
- Correa
- Crowea Virágzó nagyezerjófű (Dictamnus albus)
- Cusparia
- Decagonocarpus
- Decatropis
- Decazyx
- nagyezerjófű (Dictamnus)
- Dictyoloma
- Diosma
- Diphasia
- Diphasiopsis
- Diplolaena
- Drummondita
- Dutaillyea
- Empleurum
- Eremocitrus
- Eriostemon
- Erythrochiton
- Esenbeckia
- Euchaetis
- Euodia
- Euxylophora
- Evodiella
- Fagaria
- Fagaropsis
- Feronia
- Feroniella
- Fortunella
- Galipea
- Geijera
- Geleznowia
- Glycosmis
- Halfordia
- Haplophyllum
- Helietta
- Hortia
- Ivodea
- Kodalyodendron
- Leptothyrsa
- Limnocitrus
- Limonia
- Lubaria
- Lunasia
- Luvunga
- Maclurodendron
- Macrostylis
- Medicosma
- Megastigma
- Melicope
- Merope
- Merrillia
- Metrodorea
- Microcitrus
- Microcybe
- Micromelum
- Monanthocitrus
- Monnieria
- Muiriantha
- Murraya
- Myrtopsis
- Naringi
- Naudinia
- Nematolepis
- Neobyrnesia
- Neoraputia
- Neoschmidia
- Nycticalanthus
- Oricia
- Oriciopsis
- Orixa
- Oxanthera
- Pamburus
- Paramignya
- Peltostigma
- Pentaceras
- Phebalium
- Phellodendron
- Philotheca
- Phyllosma
- Pilocarpus
- Pitavia
- Platydesma
- Pleiospermium
- Plethadenia
- Polyaster
- Poncirus
- Pseudiosma
- Psilopeganum
- alásfa (Ptelea)
- Raputia
- Raputiarana
- Rauia
- Raulinosa
- Ravenia
- Raveniopsis
- Rhadinothamnus
- ruta (Ruta)
- Rutaneblina
- Sarcomelicope
- Sargentia
- Severinia
- Sheilanthera
- Sigmatanthus
- Skimmia
- Spathelia
- Spiranthera
- Stauranthus
- Swinglea
- Teclea
- Tetractomia
- Tetradium
- Thamnosma
- Ticorea
- Toddalia
- Toddaliopsis
- Tractocopevodia
- Triphasia
- Vepris
- Wenzelia
- Zanthoxylum
- Zieria
- Zieridium

Hibrid nemzetségek:
- ×Citrofortunella
- ×Citroncirus